# Aimó de Borbó
|  | No confondre amb Aimó I de Borbó, senyor de Borbó |

Aimó de Borbó (- 1071) va ser arquebisbe de Bourges al segle xi. Era fill d'Arquimbald II, senyor de Borbó, i Ermengarda.
Va ser escollit arquebisbe de Bourges el 1030. Convocà, l'any següent, un sínode provincial a la seva ciutat metropolitana i un segon a Llemotges, on la qüestió de l'apostolicitat de Sant Marçal es va decidir per ser reafirmada.
Confirmà al 1034 la restauració i dotació de l'abadia de Saint-Satur a Sancerre, dins la seva diòcesi. Aimó visità, com a "Primat dels Aquitans", la província de Bordeus. Durant aquesta visita va consagrar el monestir de Sant Front a Perigús.